# Jean-Michel Brard
Pour les articles homonymes, voir Brard.
Ne doit pas être confondu avec Jean-Pierre Brard.
Jean-Michel Brard est un homme politique français né le 3 avril 1968.

## Biographie
Enseignant puis chef d'entreprise et commerçant, il est élu pour la première fois conseiller municipal de Pornic en 1995. En 2014, il succède à Philippe Boënnec comme maire de Pornic à la suite des élections municipales de 2014. Aux élections municipales de 2020, sa liste l'emporte dès le premier tour et il est réélu maire.
À la suite de la dissolution de l'Assemblée nationale par Emmanuel Macron et à la suite du retrait du député sortant de la 9e circonscription de la Loire-Atlantique Yannick Haury,  élections législatives de 2024. Il accepte d'être candidat sous l'étiquette Divers droite.
Il arrive en tête du premier tour avec 32,63 % des voix, avec 111 voix d'avance sur le candidat du parti d'extrême droite Rassemblement national, Bastian Maldiney. La candidate de la gauche, Hélène Macon, se retire en sa faveur dans le cadre du front républicain. Il est finalement élu député au second tour, avec près de 63 % des voix, succédant ainsi à Yannick Haury.

## Synthèse des résultats électoraux

### Élections municipales
Les résultats ci-dessous concernent uniquement les élections où il est tête de liste.
| Année | Nuance | Nuance | Commune | Position      | 1er tour | 1er tour | 1er tour | 2d tour | 2d tour | 2d tour | Sièges (CM) |
| Année | Nuance | Nuance | Commune | Position      | Voix     | %        | Rang     | Voix    | %       | Rang    | Sièges (CM) |
| ----- | ------ | ------ | ------- | ------------- | -------- | -------- | -------- | ------- | ------- | ------- | ----------- |
| 2014  |        | DVD    | Pornic  | Tête de liste | 3 848    | 44,48    | 1er      | 4 058   | 45,54   | 1er     | 25 / 33     |
| 2020  | 4 465  | DVD    | Pornic  | Tête de liste | 69,60    | 1er      |          |         |         | 28 / 33 |             |

### Élections législatives
| Année | Parti | Parti | Circonscription           | 1er tour | 1er tour | 1er tour | 2d tour | 2d tour | 2d tour | Issue |
| Année | Parti | Parti | Circonscription           | Voix     | %        | Rang     | Voix    | %       | Rang    | Issue |
| ----- | ----- | ----- | ------------------------- | -------- | -------- | -------- | ------- | ------- | ------- | ----- |
| 2024  |       | DVD   | 9e de la Loire-Atlantique | 29 952   | 32,63    | 1er      | 56 024  | 62,86   | 1er     | Élu   |